# Lichte kustmot
De lichte kustmot (Caryocolum blandulella) is een vlinder uit de familie tastermotten (Gelechiidae). De wetenschappelijke naam is voor het eerst geldig gepubliceerd in 1887 door Tutt.
De soort komt voor in Europa.